# 웃음 트랙
웃음 트랙(Laugh Track) 또는 웃음 더빙은 관객의 웃음소리가 담겨있는 별도의 사운드 트랙으로, 코미디 쇼에 녹음되는 인공적인 웃음이다.
또한 웃음 트랙은 프로그램을 시청하는 데 더 많은 웃음을 끌어내기 위해서 일부 방송에서는 라이브 관객 반응 대신에 사용되기도 한다. 미국의 소리 엔지니어 찰리 더글러스가 발명한 웃음 트랙은 1950년 후반부터 1970년대 후반까지 황금 시간대의 시트콤을 지배하는 미국의 주류 텔레비전의 필수적 요소가 되었다. 또한 Douglass의 제품군은 다른 소리 엔지니어들과의 경쟁에서 이겼으며 많은 시트콤들은 더욱 극적인 환경을 만들기 위해 웃음 트랙을 사용했다.

## 역사
라디오나 텔레비전이 나오기 전 관객들은 면전에서 라이브 코미디의 공연을 경험했다. 라디오와 초기 텔레비전의 프로듀서들은 이 분위기를 재현하기 위해 사운드 트랙에 웃음소리나 다른 관중들의 반응을 삽입하는 것을 고안했다. 이를 실현시킨 것이 찰리 더글러스(Charley Douglass)의 웃음 트랙이다. 1950년 후반부터 1970년 초반까지 더글러스는 공들인 웃음 트랙에 대해 비싼 독점권을 갖고 있었다. 1960년에는 거의 모든 황금 시간대의 쇼는 더글러스의 웃음 트랙에 의해서 더 유쾌해졌다. 1970년에 더글러스의 웃음 트랙은 더 좋은 수익성을 냈는데 그가 서비스의 비용을 더 올렸기 때문이다. 그런데 만화의 경우 시트콤보다 저예산으로 운영되므로 만화제작자들은 적은 비용으로 이 서비스를 이용할 수 있는 방법을 찾기 시작했고 그 중 해나 바베라와 랭킨배스(Rankin-Bass)는 더글러스의 웃음 트랙에서 멀어지기 시작했다. 그러나 그들은 인공적인 웃음이 필요했으므로 다양한 방법으로 더글러스의 트랙 중 리부분을 추출하고 수집해서 그들만의 웃음 트랙을 만들었다. 이러한 사용자 지정 웃음 트랙은 많은 논란을 낳았고 그 시대는 웃음 트랙의 사용성에 대한 의문을 제기했다. 1970년대와 1980년대에도 웃음 트랙에 대한 논란은 끊임없이 나왔다. 관객들의 생생한 반응이 웃음 트랙보다 중요하다는 의견이 있었던 것이다. 그럼에도 불구하고 현재 많은 프로듀서들은 여전히 웃음트랙을 사용하고 있다.

## 사용 예시

### 캐나다
캐나다의 몇몇 프로그램은 웃음 트랙을 사용한다. 아이들을 위한 코미디 시리즈인 You can't do that on television은 시즌1에서는 웃음 트랙을 사용하지 않았다. 그러나 쇼의 자연스러움을 위해 시즌2부터는 아이들의 웃음소리로 구성된 웃음 트랙을 사용하기 시작했고 그 후 시즌마다 다양한 목소리로 구성된 웃음 트랙을 사용하고 있다.

### 중국
중국의 몇몇 단일 카메라 코미디는 웃음 트랙을 사용하는데 희극적인 효과를 위해 주로 버라이어티 쇼에서 사용된다. 웃음 트랙이 포함된 예시로는 Super Sunday, Kangxi Lai Le, Variety Big Brother and Home Run 등이 있다.

## 원인과 확장

거울뉴런은 파란색, 녹색, 노란색, 즉 뇌의 세 부분에 위치한다고 알려져 있으며 다른 사람의 행동을 공감하고 모방 할 수 있다.

#### 거울뉴런
웃음 트랙으로 시청자들에게서 더 많은 웃음을 끌어낼 수 있었던 이유는 사람은 다른 사람이 웃는 것을 보면 저절로 따라 웃기 때문이다. 이는 두뇌의 웃음 회로에서 빼놓을 수 없는 거울뉴런의 영향이라고 할 수 있다. 거울뉴런은 어떤 특정 동작을 할 때뿐만 아니라 동작을 보거나 소리를 들을 때도 함께 활성화 되는 뉴런으로, 인간 뇌의 두드러진 특징이다. 인간이 다른 사람의 동작을 쉽게 따라하거나 다른 사람의 감정을 잘 공감하는 것도 이 때문이라고 할 수 있다. 웃음에서도 마찬가지다. 인지 신경 과학자 소피스콧의 연구에 따르면 웃음소리만 들어도 우리의 뇌는 웃을 준비를 한다고 한다. 웃음의 전염성과 유사한 예로는 하품이 있다. 누구나 한번쯤은 옆사람이 하품을 할 때 자신도 하품이 나왔던 경험을 했을 것이다. 이탈리아 피사 대학교의 엘리사베타 팔라지 박사 연구에 따르면 하품의 전염력도 공감능력과 깊은 관계가 있는데, 공감을 잘하는 여자가 남자보다 하품을 더 잘 따라하는 경향이 있기 때문이다. 이처럼 시각과 청각의 거울뉴런은 웃음과 같은 긍정적 감정이나 하품과 같은 행동의 전염성을 설명해준다. 이것으로 볼 때 녹음된 웃음소리가 포함되어 있는 TV프로그램을 보는 시청자들은 더 많이 웃을 수 밖에 없는 것이다.

## 관련 실험
메릴랜드 주립대학교 심리학과 및 신경과학과 로버트 프로빈 교수는 자신이 가르치는 심리학과 학생들에게 실험을 했다. 재미있는 TV 프로그램을 혼자 볼 때와 여럿이서 함께 볼 때 웃음의 빈도가 어떻게 달라지는지 알아본 것이다. 그 결과 혼자 있을 때보다 여럿이 함께 프로그램을 볼 때 무려 30배나 더 많은 웃음이 터져 나왔다.

### 웃음 더빙에 여성을 더 선호하는 이유
다른 사람과 함께 있을 때 웃음이 어떤 영향을 미치는 지 좀 더 자세히 알아보기 위해 이 교수는 이성이나 동성친구, 혹은 낯선 사람과 한 방에 들어가게 한 다음 영화의 재미있는 한 장면을 보여주었다. 영화 장면을 본 사람들은 모두 크게 웃었지만 누구와 함께 들어갔느냐에 따라 웃는 방식은 많이 달랐다. 여자들은 이성과 함께 영화를 볼 때 더 많이 웃었다. 반면 남자들은 동성과 함께 있을 때 가장 크게 웃었으며, 이성과 함께 있을 때 웃음소리가 더 작았다.
교수와 그녀의 동료들은 웃음소리가 사회적 신호이며 남자와 여자가 인간관계를 대하는 방식이 다르듯 웃음을 이용하는 방식 또한 다르기 때문이라고 설명했다. 남자들은 크게 웃거나 소리치는 모습이 그다지 매력적으로 보이지 않기 때문에 여자들 앞에서 자제하지만, 남자들 사이에선 커다란 웃음이 서로의 결속력을 강화시켜주기 때문에 남자 동료들과 있을 때는 크게 웃는다. 반면 여자들은 자신의 웃음이 낯선 사람이나 남성과 함께 있을 때 방안에 감도는 어색함이나 긴장감을 깨줄 수 있다는 것을 잘 알고 있다. 그래서 그들은 남자와 함께 있을 때 특히 낯선 사람과 함께 있을 때 더 크게 웃는다.
이러한 이유 때문에 웃음 트랙을 만들 때(웃음 더빙을 할 때) 여성 참가자가 더 선호되는 것이다.

## 논쟁과 결론
웃음 트랙은 논쟁을 야기하기도 했다. 어떤 프로듀서들은 시청자 혹은 청중의 반응을 미리 녹음하는 것을 경멸했다. 진정한 웃음을 내는 게 아니라고 생각했기 때문이다. 재키 쿠퍼의 코미디나 드라마는 웃음 트랙을 배제했는데 그는 자신의 창조물만으로 관객들의 순수한 반응 얻는 것이 중요하다고 주장했다. 웃음 트랙을 사용한다면 사람들이 진정으로 웃는 것인지 모를 거라고 덧붙였다. 또한 앨빈과 슈퍼밴드의 제작자인 로스 배그더세리언도 웃음 트랙을 사용하는 것을 거부했다. 만약 쇼가 재미있다면 관객들은 저절로 웃을 거라는 이유에서였다. 20세기, 영국의 대부분 시트콤이 자연스러운 웃음소리를 녹화했지만 1990년대 초 프로듀서들은 웃음 트랙을 항상 쓰지는 않았다. 그리고 21세기에 영국 코미디의 새로운 물결에 영향을 받은 대부분 시트콤도 웃음더빙을 쓰지 않았다.
그러나 혼자 있을 때보다 함께 있을 때 사람은 더 잘 웃는다는 것은 과학적으로 증명된 사실이며 이는 웃음트랙을 사용할 때 시청자들이 프로그램을 더 재미있게 느낀다는 것을 알려준다. 결국 웃음트랙은 프로듀서들에게는 높은 시청률로 자신이 만든 프로그램의 성공을 높일 수 잇는 요소이고 시청자들에게는 함께 웃음으로인해 더 재밌게 프로그램을 시청할 수 있는 긍정적인 요소로 작용하는 것이다. 이는 웃음트랙이 몇몇의 논쟁과 관계없이 프로그램에 중요한 요소로 남을 것이라는 것을 알게 해준다.

## 같이 보기
- 예능 프로그램
- 버라이어티 쇼
- 코미디
- 시트콤